# 天路歴程
『天路歴程』（てんろれきてい、英: The Pilgrim's Progress、 Part I （1678年）正篇、 Part II （1684年）続篇）は、イギリスのジョン・バニヤン（バンヤン、バニャンとも）による寓意物語。
プロテスタント世界で最も多く読まれた宗教書とされ、特にアメリカへ移住したピューリタンへ与えた影響は『若草物語』にも見える。
"City of Destruction"（「破滅の町」）に住んでいたChristian（クリスチャン、基督者）という男が、「虚栄の市」や破壊者アポルオンとの死闘など様々な困難を通り抜けて、「天の都」にたどり着くまでの旅の記録の体裁をとっている。
この旅はキリスト者が人生において経験する葛藤や苦難、そして理想的なキリスト者の姿へと近づいていくその過程を寓意したものであり、登場人物や場所の名前、性質などは、それらのキリスト教的な人生観・世界観に基づくものになっている。

## 日本語訳
- 「天路歴程」（訳：竹友藻風、岩波文庫全2巻）
- 「天路歴程」（訳：池谷敏雄、日本キリスト教書販売）
- 「天路歴程物語～危険な旅」（訳：中村妙子、新教出版社）
- 「天の都をさして」（訳：柳生直行、すぐ書房）

などがある。
『天路歴程』の最初の日本語訳は『七一雑報』(雑報社、1876～1877年）に連載され、単行本として最初に出版されたのは『意訳天路歴程』（東京十字屋書舗、1879年発行）。この本の原題『巡礼者の行程』（The Pilgrim's Progress）が『天路歴程』となったのは、これに先行した漢文（文言文）訳（1853年出版）および官語白話文訳（1865～1866年発行）の『天路歷程』を受け継いだもの。